# Eupachygaster lasiops
Eupachygaster lasiops är en tvåvingeart som beskrevs av Speiser 1922. Eupachygaster lasiops ingår i släktet Eupachygaster och familjen vapenflugor. Inga underarter finns listade i Catalogue of Life.